# Tjeerd Boersma
Tjeerd Albert Boersma (Amsterdam, 22 februari 1915 – Graz, 3 juni 1985) was een Nederlandse atleet, die zich had toegelegd op de sprint. Hij nam eenmaal deel aan de Olympische Spelen en was driemaal betrokken bij de verbetering van een nationaal record, steeds op de 4 x 100 m.

## Biografie

### Nationaal estafetterecord
Boersma kreeg voor het eerst internationale bekendheid in 1934, toen hij deelnam aan de Europese atletiekkampioenschappen in Turijn. Hij maakte er deel uit van de Nederlandse 4 x 100 m estafetteploeg, die verder bestond uit Tinus Osendarp, Bob Jansen en Chris Berger. Het viertal wist een derde plaats uit het vuur te slepen en liep hierbij met 41,6 s een Nederlands record. Het vorige record stond op 41,7 en dateerde uit 1927.
Een jaar later was Boersma op de 4 x 100 m opnieuw betrokken bij een recordverbetering. Bij wedstrijden in het Duitse Düsseldorf kwam hij samen met Wil van Beveren, Chris Berger en Tinus Osendarp tot 41,4, 0,2 seconde sneller dan het jaar ervoor in Turijn.

### Olympische Spelen in Berlijn
Op de Olympische Spelen van 1936 in Berlijn werd op de 4 x 100 m estafette voor Nederland de volledige nationale recordploeg opgesteld. Op 8 augustus wist dit Nederlandse viertal zich via winst in zijn serie te plaatsen voor de finale. De tijd waarin dit gebeurde, 41,3, betekende wederom een verbetering van het eigen nationale record. Dit laatste record werd na achttien jaar een keer geëvenaard en zou 29 jaar standhouden.
In de finale leken de Nederlanders op weg naar een derde plaats, toen de vierde Duitse loper Gerd Hornberger per ongeluk het stokje uit handen sloeg van de laatste Nederlandse loper, Tinus Osendarp. Ondanks protesten van de ploegleiding werd de Nederlandse ploeg gediskwalificeerd, waardoor de Duitse ploeg er met de bronzen medaille vandoor ging.
Tjeerd Boersma, die lid was van de Amsterdamse atletiekvereniging AAC en in het maatschappelijke leven aanvankelijk kantoorbediende was, maar later in Amsterdam een rijwielhandel annex stomerij runde, werd nooit Nederlands kampioen. Daartoe kwam hij ten opzichte van sprinters als Berger, Osendarp en Van Beveren in pure snelheid steeds net iets te kort. De enige titel die hij, samen met genoemd drietal, behaalde was die op de 4 x 110 yd estafette tijdens de Britse AAA-kampioenschappen in Londen in 1936.

## Internationale kampioenschappen
| Onderdeel  | Titel              | Jaar |
| ---------- | ------------------ | ---- |
| 4 x 110 yd | Brits AAA-kampioen | 1936 |

## Persoonlijke records
| Onderdeel | Prestatie | Jaar |
| --------- | --------- | ---- |
| 100 m     | 10,7 s    | 1937 |
| 200 m     | 22,0 s    | 1937 |